# Marika Gombitová
Marika Gombitová (/ mʌrɪkʌ ɡɒmbitoʊɑː /) (Turany nad Ondavou, 12 de setembre de 1956) és una cantant i compositora eslovaca. Com a membre de Modus, Gombitová va començar a guanyar reputació com una vocalista del grup. Tanmateix, a poc a poc va desenvolupar la seva imatge pública com a artista en solitari, fent el seu debut amb un disc de vinil el 1977. Després d'encapçalar les llistes d'èxits locals amb "Študentská láska" el 1978, va gravar el seu àlbum Dievča do dažďa el 1979, i va poder veure els seus resultats finals als expedients d'OPUS Rècords. Amb el nou àlbum "Vyznanie", va guanyar diversos premis musicals; el més notable al 4t Festival de la cançó d'Intervisió celebrat a Polònia el 1980. Als anys vinents, (2007) "Love Song" (himne de l'amor) va ser celebrat com "El cop del Segle" en el seu país.
Una mica abans d'haver llançat el seu segon LP "Môj malý príbeh" el 1981, la seva carrera es va veure profundament afectada per un accident d'automòbil. Encara que va sobreviure, com a resultat de múltiples lesions, s'ha quedat lligada a una cadira de rodes per vida. Després de la seva recuperació parcial, Gombitová va tornar als escenaris anotant-se nous rànquings i també va realitzar unes gires. El seu àlbum de tornada realitzat el 1982 i titulat "Slnečný kalendár", va continuar el so prèviament establert, amb el pop rock com a música principal. Poc després, ella va començar a explorar d'altres gèneres musicals. Mentre que el seu doble esforç amb la guitarra a "Mince na dne Fontán" (1983), va rebre el premi Gold Arms com el disc de més venut, el seu successor anomenat "Marika №5" (1984) trobaria la seva experimentació amb la música electrònica, donant a Gombitová algunes de les seves millors crítiques.
Gombitová és considerada com una figura dominant en la cultura popular, la influència de la qual reflecteix nombrosos premis i títols honorífics en el seu haver. A més a més, les seves contribucions al gènere musical han fet a la cantant com una de les persones més existoses en la història de la música contemporània eslovaca. En té sis dels nou discs de llarga durada que figuren entre les 100 discs eslovacs de tots els temps.A l'origen, sovint es reconeix com la cantant del segle XX (2000), i ha estat citada com una inspiració per diversos artistes locals. Instal·lada [al | en el] saló de la fama de la ZAI (Unió d'autors i intèrprets) a l'edat de tot just quaranta anys.

## Discografia
Àlbums d'estudi
| Individual - 1979: Dievča do dažďa - 1981: Môj malý príbeh - 1982: [Slnečný kalendár - 1983: Mince na dne fontán - 1984: Marika №5 - 1986: Voľné miesto v srdci - 1987: Ateliér duše - 1990: Kam idú ľudia? - 1994: Zostaň | Amb Modus - 1979: Modus (album) - 1980: Balíček snov - 1981: 99 zápaliek - 1983: Záhradná kaviareň | Àlbums en anglès - 1980: Modus (Modus export album) - 1981: Rainy Day Girl - 1984: My Friend the Tree - 1985: Marika №5 (export album) |